# Октябрьский (Упоровский район)
Октябрьский — посёлок в Упоровском районе Тюменской области России. Входит в состав Емуртлинского сельского поселения.

## География
Посёлок находится на юго-западе Тюменской области, в пределах юго-западной части Западно-Сибирской низменности, в лесостепной зоне. Расположен в 7 км южнее села Емуртла, расстояние до районного центра села Упорово 31 км, города Заводоуковска 76 км, областного центра города Тюмени 170 км.

### Климат
Климат континентальный с холодной продолжительной зимой и тёплым относительно коротким летом. Средняя температура воздуха самого холодного месяца (января) — −18,7 °C (абсолютный минимум — −47,3 °C); самого тёплого месяца (июля) — 18 °C (абсолютный максимум — 38,4 °С). Безморозный период длится в среднем 111 дней. Среднегодовое количество атмосферных осадков составляет 181—469 мм, из которых 70 % выпадает в тёплый период. Продолжительность залегания снежного покрова составляет в среднем 164 дня.

### Часовой пояс
Посёлок Октябрьский, как и вся Тюменская область, находится в часовой зоне МСК+2. Смещение применяемого времени относительно UTC составляет +5:00.

## История
Посёлок образован приказом №310 по народному комиссариату зерновых и животноводческих совхозов СССР от 22.02.1934 года, как производственное 1-е отделение зерносовхоза «Емуртлинский». С 1934 года в составе ЗСХ «Емуртлинский», с 1937 года в ЗСХ «Новозаимский», с 1941 года в ЗСХ «Емуртлинский». В 1960-е годы 1-му отделению дали название посёлок Октябрьский в честь праздника Октябрьской революции. С 1928 года в составе Емуртлинского сельского совета Емуртлинского района, с 1 января 1942 года Упоровского района.

## Население
| 1989. | 2002 | 2010 | 2021 |
| 242   | 302  | 304  | 322  |

| 2010 |
| ---- |
| 304  |

### Половой состав
По данным Всероссийской переписи населения 2010 года в половой структуре населения мужчины составляли 45,7 %, женщины — соответственно 54,3 %.

### Национальный состав
Согласно результатам переписи 2002 года, в национальной структуре населения русские составляли 60 % из 302 чел.

## Галерея

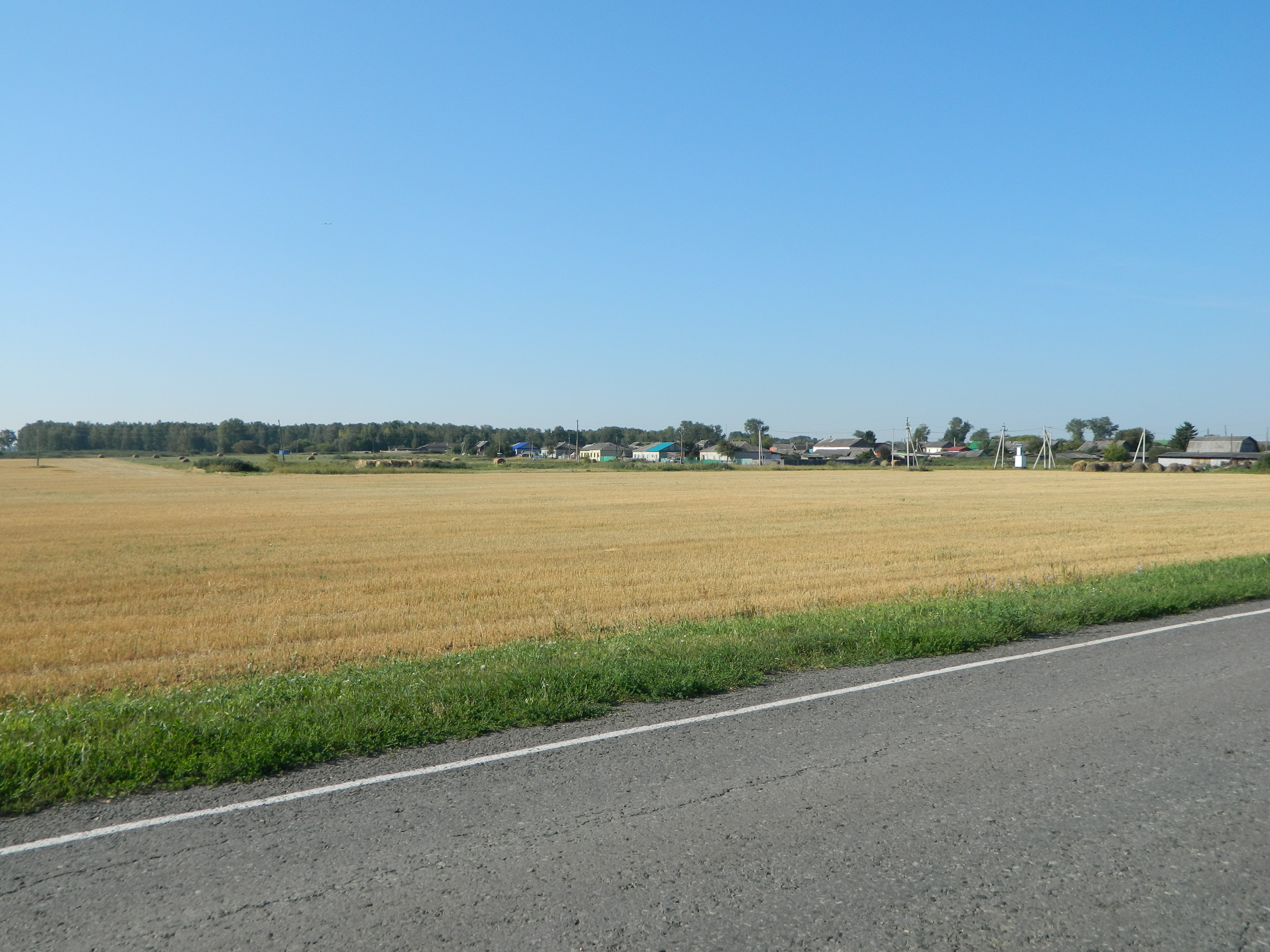
Въезд в п. Октябрьский
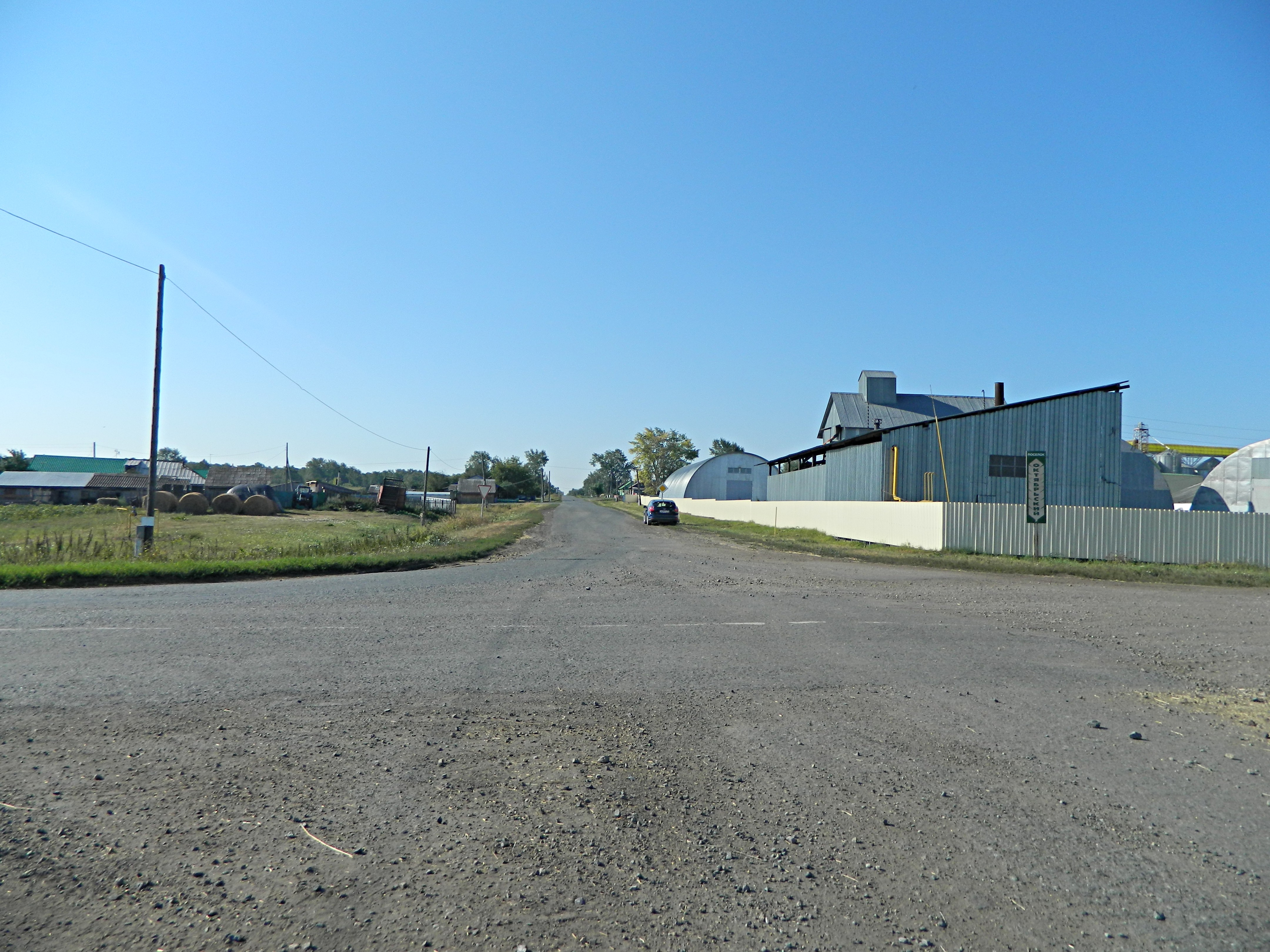
Въезд в п. Октябрьский
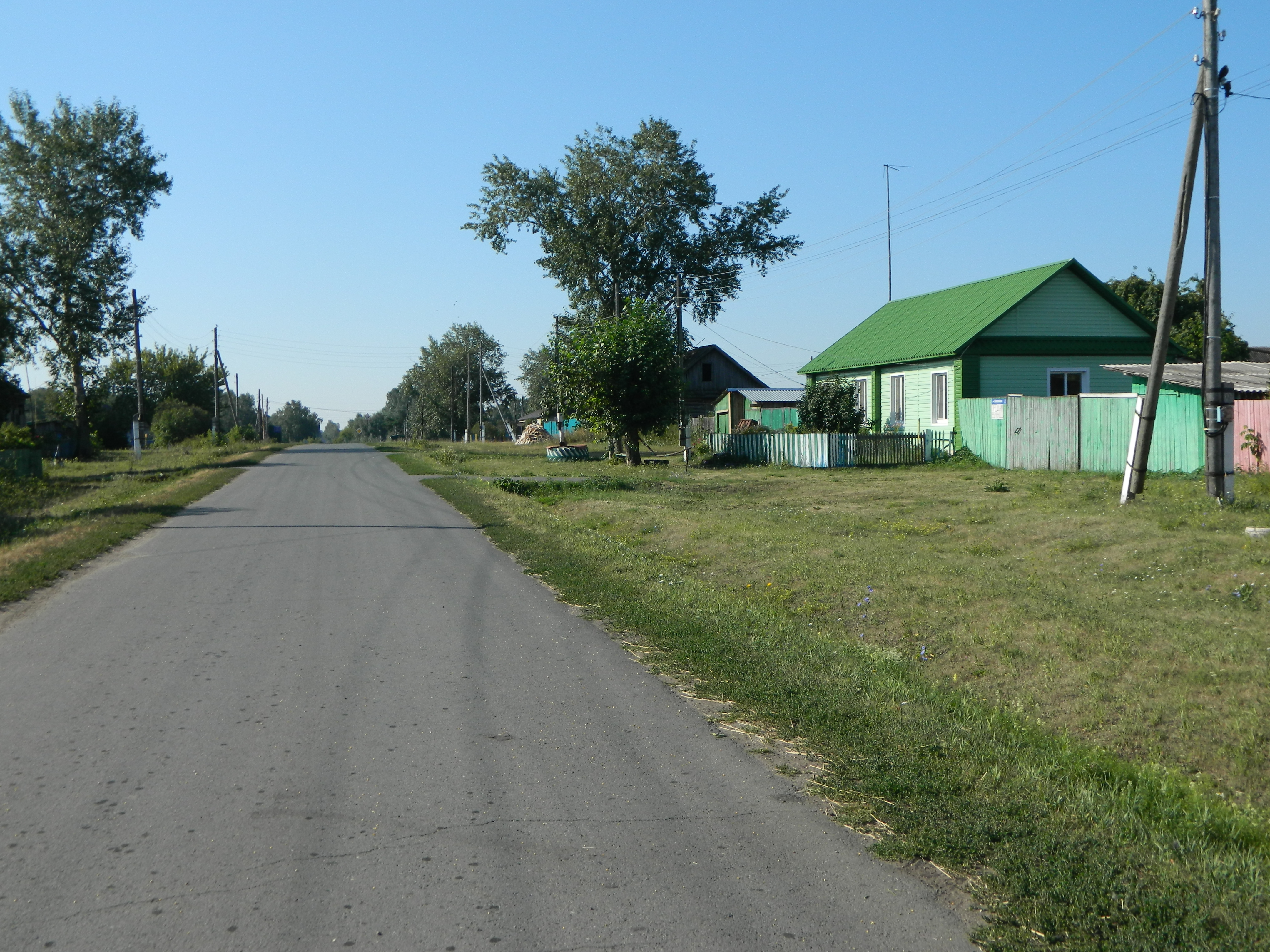
Октябрьский, Упоровский район
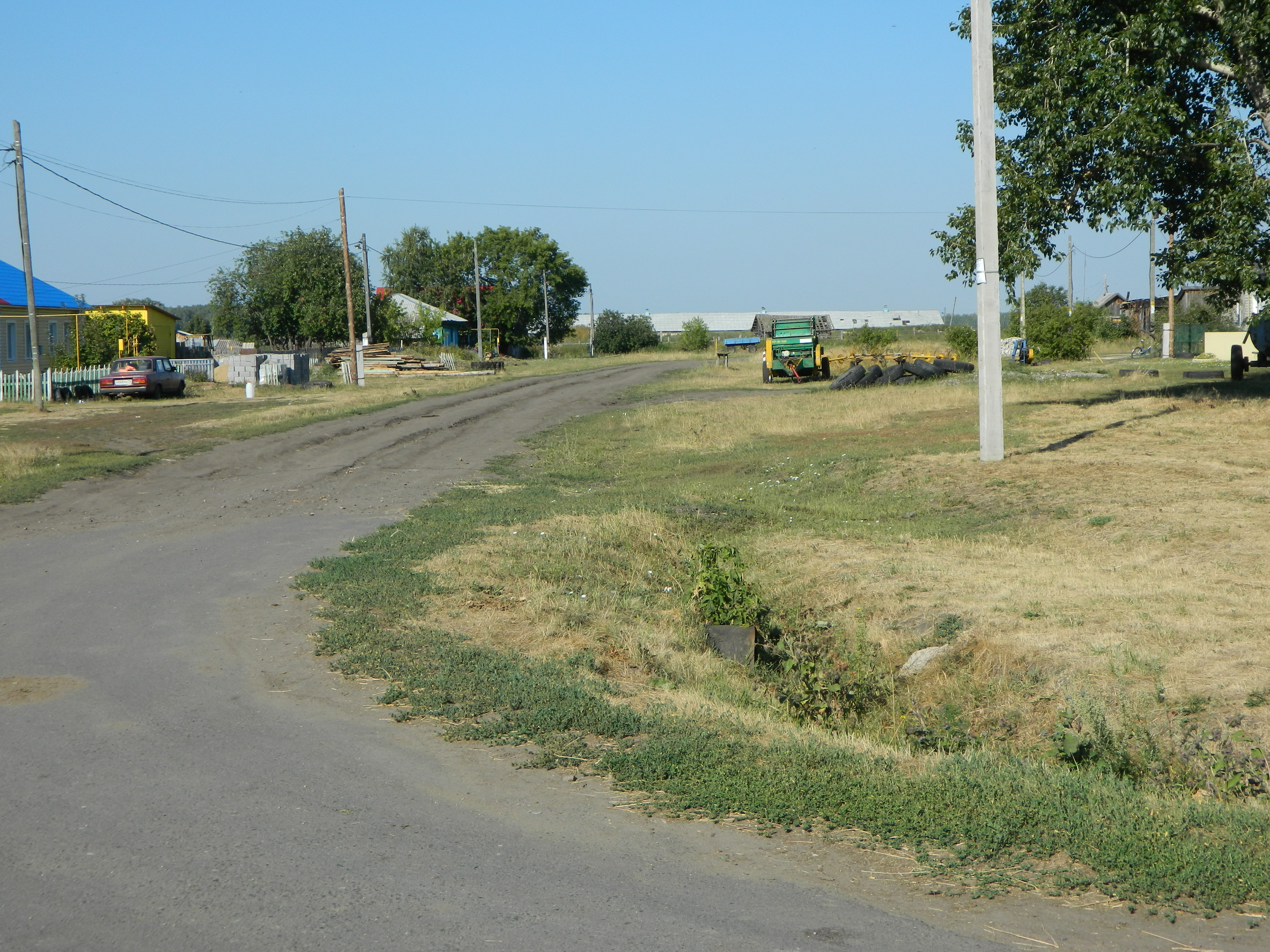
Октябрьский, Упоровский район
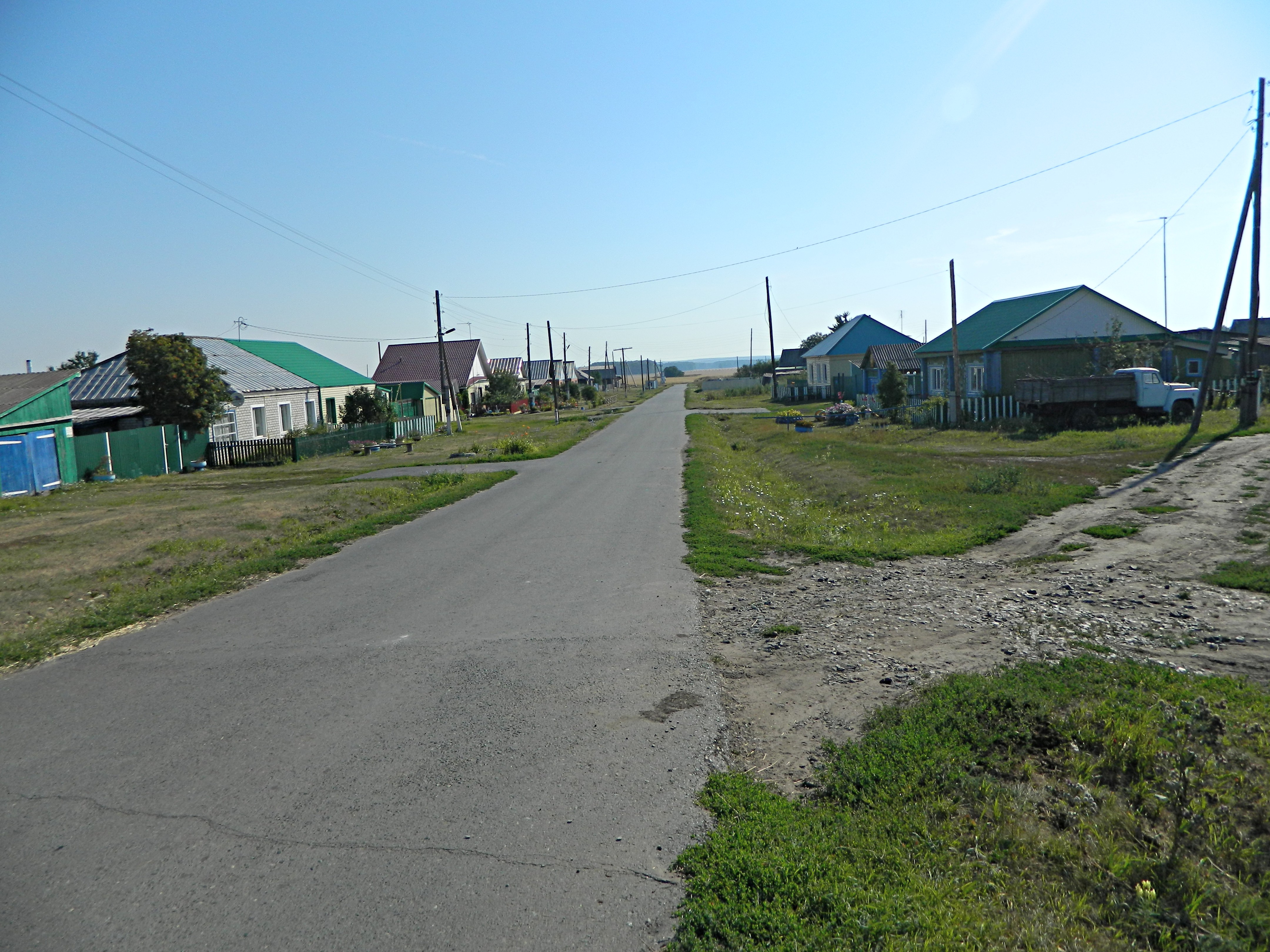
Октябрьский, Упоровский район
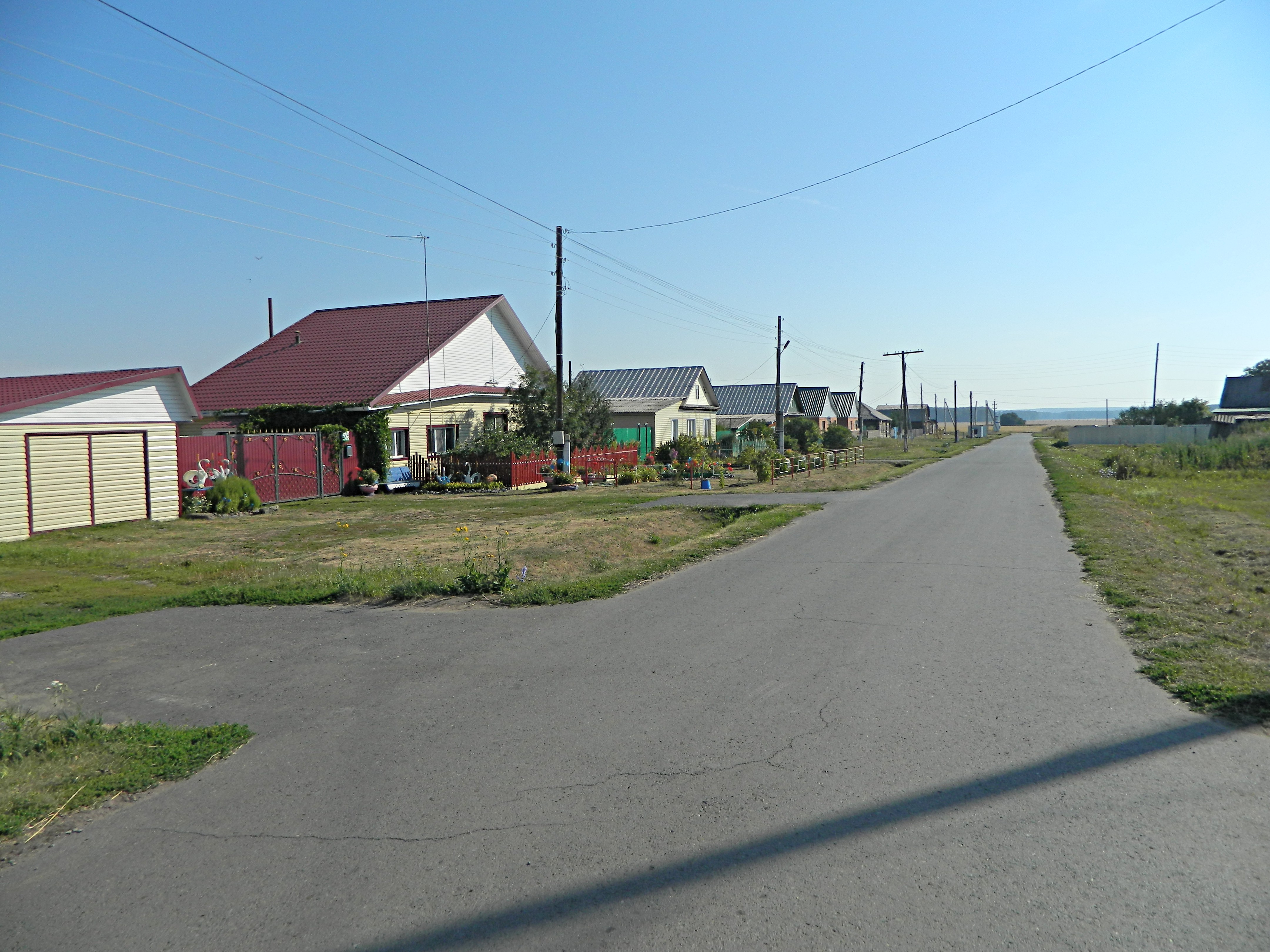
Октябрьский, Упоровский район